# Boulevard périphérique de Chlef
Le boulevard périphérique de Chlef, est une voie de contournement de la ville de Chlef, il entoure la ville du sud au nord-est. Les travaux de réalisation ont commencé en 2008 mais le boulevard reste encore inachevé sur sa partie ouest et nord-ouest.
Il est composé en partie par la voie d'évitement d'une longueur de 12 km à l'est et au nord-est et par l’autoroute Est-Ouest sur sa partie sud.
Le boulevard est directement relié à l’autoroute Est-Ouest, la route nationale 4, la route nationale 19 et le chemin de wilaya 03.

## Histoire

### La voie d'évitement
Les travaux ont débuté en 2008 par la réalisation du premier tronçon entre le marché de gros des fruits et légumes et la localité de Chegga, sur près de 7 km, en traversant l'Oued Chlef par un pont de 150 mètres réalisé par l'entreprise Seror Est.
Le projet a été confié à deux entreprises locales à savoir ETPH Merah et EURL Boufradji.

### La brettelle
La brettelle de l’autoroute Est-Ouest,longue de 8 km, elle constitue la partie est du boulevard périphérique de Chlef. La brettelle a été inaugurée en 2012, et comprend 4 ouvrages d'art.